# Klášter Ábrahám
Klášter Ábrahám zv. Beatae Mariae Virginis de Abraham je bývalý cisterciácký klášter v dnešním maďarském městě Dombóvár v župě Tolna.
Klášter byl založen královským pokladníkem Mojsem a jako zakládající konvent sem byli povoláni mniši z kláštera Pilis z clairvauxské filiační řady. Konvent přetrval necelých tři sta let a roku 1537 byl zrušen.